# Enzo Ebosse
Enzo Ebosse (* 11. März 1999 in Amiens) ist ein französisch-kamerunischer Fußballspieler, der aktuell von Udinese Calcio an Jagiellonia Białystok ausgeliehen ist.

## Karriere

### Verein
Ebosse begann seine fußballerische Laufbahn in seiner Geburtsstadt, bei Amiens Picardie, bei denen er, seitdem er sechs Jahre alt war, spielte. 2014 wechselte er zum RC Lens, wo er bis 2016 in der Jugendakademie verweilte. In der Saison 2015/16 kam er im Finale der Coupe Gambardella zum Einsatz und spielte in neun Spielen der Zweitmannschaft. In der Saison darauf kam er einmal in der 2. Runde der Coupe de la Ligue zum Einsatz und spielte dort über 120 Minuten und verwandelte seinen Elfmeter im verlorenen Elfmeterschießen. Des Weiteren kam er in dieser Saison 18 Mal für die Reservemannschaft der Sang et Or zum Einsatz. In der Spielzeit 2017/18 kam Ebosse zu seinem Ligadebüt gegen US Orléans (0:2), als er über die vollen 90 Minuten auf dem Platz stand. Im Verlauf der Saison spielte er also ein Ligaspiel, einmal in der Coupe de France, eine Partie in der Coupe de la Ligue und 17 Mal für die B-Mannschaft in der National 2. 2018/19 spielte er erneut eine Partie in der Ligue 1, einmal in der Coupe de France und 25 Spiele und erzielte zwei Tore für die Reserve des RCL. Zur Spielzeit 2019/20 wechselte er ablösefrei zum Ligakonkurrent Le Mans FC. Am 27. Juli 2019 (1. Spieltag) debütierte er gegen seinen Ex-Club RC Lens in der Startelf. In der gesamten Saison spielte er in 16 Ligaspielen für Le Mans. Zur Saison wechselte er für 500.000 Euro in die Ligue 1 zum SCO Angers. Am 22. August 2020 (1. Spieltag) spielte er gegen den FCO Dijon, als er in der 67. Minute für Souleyman Doumbia eingewechselt wurde. Im weiteren Verlauf der Saison kam er in weiteren fünf Ligue-1-Spielen zum Einsatz, erlitt dann jedoch einen Kreuzbandriss und konnte ab dem 9. Spieltag nicht mehr auflaufen.
Im Juli 2022 verließ der Spieler Frankreich und wechselte zu Udinese Calcio in die Serie A.
Ende Januar 2025 wechselte Ebosse leihweise für ein halbes Jahr zum polnischen Erstligisten Jagiellonia Białystok.

### Nationalmannschaft
Ebosse kam bisher einmal für die französische U-16-Nationalmannschaft zum Einsatz.